# Superprestige veldrijden 2014-2015
De Superprestige veldrijden 2014-2015 (officieel: Hansgrohe Superprestige 2014-2015) begon op 5 oktober met de Cyclocross Zonhoven in Zonhoven en eindigde op 14 februari met de Noordzeecross in Middelkerke. Het was de 33e editie. Sven Nys won de Superprestige vorig jaar, hij werd opgevolgd door Mathieu van der Poel. De Superprestige werd zoals de vorige jaren uitgezonden op TV door VIER.

## Puntenverdeling
Punten werden toegekend aan alle crossers die in aanmerking kwamen voor Superprestige-punten. De top vijftien ontving punten aan de hand van de volgende tabel:
| Positie | 1  | 2  | 3  | 4  | 5  | 6  | 7 | 8 | 9 | 10 | 11 | 12 | 13 | 14 | 15 |
| Punten  | 15 | 14 | 13 | 12 | 11 | 10 | 9 | 8 | 7 | 6  | 5  | 4  | 3  | 2  | 1  |

## Mannen elite

### Kalender en podia
| Datum      | Locatie                                       | Cat. | Eerste               | Tweede               | Derde             | Leider in het klassement     |         |
| ---------- | --------------------------------------------- | ---- | -------------------- | -------------------- | ----------------- | ---------------------------- | ------- |
| 05/10/2014 | Cyclocross Gieten, Gieten                     | C1   | Mathieu van der Poel | Lars van der Haar    | Sven Nys          | Mathieu van der Poel         | details |
| 02/11/2014 | Cyclocross Zonhoven, Zonhoven                 | C1   | Kevin Pauwels        | Sven Nys             | Lars van der Haar | Lars van der Haar / Sven Nys | details |
| 09/11/2014 | Cyclocross Ruddervoorde, Ruddervoorde         | C1   | Tom Meeusen          | Mathieu van der Poel | Klaas Vantornout  | Mathieu van der Poel         | details |
| 16/11/2014 | Cyclocross Asper-Gavere, Gavere               | C1   | Klaas Vantornout     | Kevin Pauwels        | Sven Nys          | Sven Nys                     | details |
| 23/11/2014 | GP Région Wallonne, Circuit Spa-Francorchamps | C2   | Kevin Pauwels        | Lars van der Haar    | Tom Meeusen       | Kevin Pauwels                | details |
| 28/12/2014 | Cyclocross Diegem, Diegem                     | C1   | Mathieu van der Poel | Tom Meeusen          | Kevin Pauwels     | Mathieu van der Poel         | details |
| 08/02/2015 | Vlaamse Aardbeiencross, Hoogstraten           | C1   | Mathieu van der Poel | Kevin Pauwels        | Wout van Aert     | Mathieu van der Poel         | details |
| 14/02/2015 | Noordzeecross, Middelkerke                    | C1   | Kevin Pauwels        | Mathieu van der Poel | Wout van Aert     | Mathieu van der Poel         | details |

### Eindklassement
| Plaats | Naam                 | Ploeg                                      | Punten |
| ------ | -------------------- | ------------------------------------------ | ------ |
| Goud   | Mathieu van der Poel | BKCP-Powerplus                             | 106    |
| Zilver | Kevin Pauwels        | Sunweb-Napoleon Games                      | 105    |
| Brons  | Lars van der Haar    | Team Giant-Alpecin                         | 99     |
| 4      | Tom Meeusen          | Telenet-Fidea                              | 92     |
| 5      | Klaas Vantornout     | Sunweb-Napoleon Games                      | 83     |
| 6      | Sven Nys             | Crelan-AA Drink                            | 79     |
| 7      | Jens Adams           | Vastgoedservice-Golden Palace Cycling Team | 59     |
| 8      | Corné van Kessel     | Telenet-Fidea                              | 45     |
| 9      | Philipp Walsleben    | BKCP-Powerplus                             | 35     |
| 10     | Bart Aernouts        | Corendon-Kwadro                            | 28     |

### Uitslagen
| #  | Naam                  | Tijd    |
| -- | --------------------- | ------- |
| 1  | Mathieu van der Poel  | 56'10"  |
| 2  | Lars van der Haar     | + 2"    |
| 3  | Sven Nys              | + 37"   |
| 4  | David van der Poel    | + 44"   |
| 5  | Klaas Vantornout      | + 45"   |
| 6  | Kevin Pauwels         | + 58"   |
| 7  | Corné van Kessel      | + 1'16" |
| 8  | Jim Aernouts          | + 1'20" |
| 9  | Dieter Vanthourenhout | + 1'24" |
| 10 | Tom Meeusen           | + 1'31" |

| #  | Naam                 | Tijd    |
| -- | -------------------- | ------- |
| 1  | Kevin Pauwels        | 58'04"  |
| 2  | Sven Nys             | z.t.    |
| 3  | Lars van der Haar    | + 13"   |
| 4  | Tom Meeusen          | + 33"   |
| 5  | Mathieu van der Poel | + 58"   |
| 6  | Klaas Vantornout     | + 1'12" |
| 7  | Bart Aernouts        | + 1'15" |
| 8  | Niels Wubben         | + 1'22" |
| 9  | Corné van Kessel     | + 1'38" |
| 10 | Philipp Walsleben    | + 1'44" |

| #  | Naam                 | Tijd     |
| -- | -------------------- | -------- |
| 1  | Tom Meeusen          | 1u03'06" |
| 2  | Mathieu van der Poel | z.t.     |
| 3  | Klaas Vantornout     | z.t.     |
| 4  | Sven Nys             | z.t.     |
| 5  | Lars van der Haar    | + 12"    |
| 6  | Jens Adams           | + 15"    |
| 7  | Kevin Pauwels        | + 30"    |
| 8  | Corné van Kessel     | + 57"    |
| 9  | Joeri Adams          | + 1'06"  |
| 10 | Bart Aernouts        | + 1'09"  |

| #  | Naam                 | Tijd     |
| -- | -------------------- | -------- |
| 1  | Klaas Vantornout     | 1u07'45" |
| 2  | Kevin Pauwels        | + 8"     |
| 3  | Sven Nys             | + 19"    |
| 4  | Tom Meeusen          | + 33"    |
| 5  | Lars van der Haar    | + 58"    |
| 6  | Mathieu van der Poel | + 1'23"  |
| 7  | Philipp Walsleben    | + 1'31"  |
| 8  | Bart Wellens         | + 2'10"  |
| 9  | Sven Vanthourenhout  | + 2'26"  |
| 10 | Bart Aernouts        | + 2'36"  |

| #  | Naam                 | Tijd    |
| -- | -------------------- | ------- |
| 1  | Kevin Pauwels        | 59'33"  |
| 2  | Lars van der Haar    | + 15"   |
| 3  | Tom Meeusen          | + 29"   |
| 4  | Mathieu van der Poel | + 44"   |
| 5  | Jens Adams           | + 48"   |
| 6  | Klaas Vantornout     | + 53"   |
| 7  | Corné van Kessel     | + 1'05" |
| 8  | Sven Nys             | + 1'21" |
| 9  | Rob Peeters          | + 1'52" |
| 10 | Thijs van Amerongen  | + 1'54" |

| #  | Naam                 | Tijd     |
| -- | -------------------- | -------- |
| 1  | Mathieu van der Poel | 1u05'36" |
| 2  | Tom Meeusen          | + 3"     |
| 3  | Kevin Pauwels        | + 8"     |
| 4  | Lars van der Haar    | + 9"     |
| 5  | David van der Poel   | + 22"    |
| 6  | Jens Adams           | + 28"    |
| 7  | Philipp Walsleben    | + 41"    |
| 8  | Corné van Kessel     | + 51"    |
| 9  | Vincent Baestaens    | + 59"    |
| 10 | Gianni Vermeersch    | + 1'01"  |

| #  | Naam                 | Tijd     |
| -- | -------------------- | -------- |
| 1  | Mathieu van der Poel | 1u00'20" |
| 2  | Kevin Pauwels        | + 20"    |
| 3  | Wout van Aert        | + 37"    |
| 4  | Lars van der Haar    | + 1'09"  |
| 5  | Klaas Vantornout     | + 1'56"  |
| 6  | Sven Nys             | + 2'11"  |
| 7  | Tom Meeusen          | + 2'17"  |
| 8  | Jens Adams           | + 2'25"  |
| 9  | Marcel Meisen        | + 2'30"  |
| 10 | Julien Taramarcaz    | + 2'32"  |

| #  | Naam                 | Tijd     |
| -- | -------------------- | -------- |
| 1  | Kevin Pauwels        | 1u05'17" |
| 2  | Mathieu van der Poel | + 9"     |
| 3  | Wout van Aert        | + 17"    |
| 4  | Lars van der Haar    | + 30"    |
| 5  | Tom Meeusen          | + 59"    |
| 6  | Jens Adams           | + 1'41"  |
| 7  | Sven Nys             | + 1'51"  |
| 8  | Klaas Vantornout     | + 1'59"  |
| 9  | Vincent Baestaens    | + 2'11"  |
| 10 | Tim Merlier          | + 2'19"  |

## Vrouwen elite

### Kalender en podia
| Datum      | Locatie                                       | Cat. | Eerste       | Tweede                 | Derde                   |         |
| ---------- | --------------------------------------------- | ---- | ------------ | ---------------------- | ----------------------- | ------- |
| 05/10/2014 | Cyclocross Gieten, Gieten                     | C1   | Sanne Cant   | Ellen Van Loy          | Sophie de Boer          | details |
| 02/11/2014 | Cyclocross Zonhoven, Zonhoven                 | C1   | Sanne Cant   | Nikki Harris           | Ellen Van Loy           | details |
| 09/11/2014 | Cyclocross Ruddervoorde, Ruddervoorde         | C1   | Sanne Cant   | Helen Wyman            | Ellen Van Loy           | details |
| 16/11/2014 | Cyclocross Asper-Gavere, Gavere               | C1   | Sanne Cant   | Nikki Harris           | Ellen Van Loy           | details |
| 23/11/2014 | GP Région Wallonne, Circuit Spa-Francorchamps | C2   | Nikki Harris | Helen Wyman            | Ellen Van Loy           | details |
| 28/12/2014 | Cyclocross Diegem, Diegem                     | C1   | Marianne Vos | Pauline Ferrand-Prévot | Kateřina Nash           | details |
| 08/02/2015 | Vlaamse Aardbeiencross, Hoogstraten           | C1   | Sanne Cant   | Helen Wyman            | Jolien Verschueren      | details |
| 14/02/2015 | Noordzeecross, Middelkerke                    | C1   | Sanne Cant   | Helen Wyman            | Femke Van den Driessche | details |

### Eindklassement
Geen eindklassement voor de vrouwen.
 Cyclocross Gieten · 
 Cyclocross Zonhoven · 
 Cyclocross Ruddervoorde · 
 Cyclocross Asper-Gavere · 
 GP Région Wallonne · 
 Cyclocross Diegem · 
 Vlaamse Aardbeiencross · 
 Noordzeecross
Kampioenschappen:  Wereldkampioenschappen · 
 Europese kampioenschappen · 
 Belgische kampioenschappen · 
 Nederlandse kampioenschappen
Klassementen:  Wereldbeker · 
 Superprestige · 
 Bpost bank trofee · 
 EKZ CrossTour · 
 TOI TOI Cup ·
 Coupe de France ·
 National Trophy Series ·
 Giro d'Italia Ciclocross
Overig:  Soudal Classics
1982-1983 · 1983-1984 · 1984-1985 · 1985-1986 · 1986-1987 · 1987-1988 · 1988-1989 · 1989-1990 · 1990-1991 · 1991-1992 · 1992-1993 · 1993-1994 · 1994-1995 · 1995-1996 · 1996-1997 · 1997-1998 · 1998-1999 · 1999-2000 · 2000-2001 · 2001-2002 · 2002-2003 · 2003-2004 · 2004-2005 · 2005-2006 · 2006-2007 · 2007-2008 · 2008-2009 · 2009-2010 · 2010-2011 · 2011-2012 · 2012-2013 · 2013-2014 · 2014-2015 · 2015-2016 · 2016-2017 · 2017-2018 · 2018-2019 · 2019-2020 · 2020-2021 · 2021-2022 · 2022-2023 · 2023-2024 · 2024-2025